# Йоган фон Вессенберг-Ампрінґен
Йоган фон Вессенберг-Ампрінґен (нім. Johann Philipp Freiherr von Wessenberg-Ampringen; *28 листопада 1773, Дрезден, Саксонське королівство — †1 серпня 1858, Фрайбург, Велике герцогство Баденське) — австрійський державний діяч, дипломат. У 1848 — міністр-президент Австрійської імперії. Барон.

## Біографія
Народився в Дрездені в сім'ї наставника принців з правлячого дому Веттінів. Молодший брат — Ігнац Генріх фон Вессенберг обрав духовну кар'єру, в 1801-1803 роках був останнім генеральним вікарієм єпископства Констанц. У 1776 році сім'я переїхала до Фрайбурга, який був частиною володінь австрійських Габсбургів.
У 1794 році Йоганн фон Вессенберг-Ампрінґен надійшов на габсбурзьку державну службу. Під час Війни другої Коаліції був дипломатичним представником ерцгерцога Карла. З 1801 року працював секретарем в австрійському посольстві в Пруссії, в 1805 році був призначений послом в Гессенському курфюрстві, де в 1806 році став свідком зайняття князівства французькими військами генерала Мортьє.
У 1808 року призначений послом в Пруссії. У 1811-1813 роках — посол в Баварії, потім посол з особливих доручень у Великій Британії, Франції та Італії. У 1814 році — другий делегат від Австрії (після князя Меттерніха) на Віденському конгресі. Зробив великий вплив на процеси формування Німецького союзу. У 1830-1831 роках — посол в Нідерландах, після Бельгійської революції брав участь у створенні Лондонської угоди (1839).
Під час Революції 1848 року, 8 травня 1848 року призначений міністром закордонних справ, 18 липня року — міністр-президентом Австрійської імперії. Під час Жовтневого повстання у Відні був змушений покинути столицю і переїхати з усім урядом в Оломоуц. 21 листопада пішов у відставку.
Останні роки життя провів у сімейних володіння у Фрайбурзі, де і помер.